# 雨の御堂筋 / アン・ルイス・ベンチャーズ・ヒットを歌う
『雨の御堂筋 / アン・ルイス・ベンチャーズ・ヒットを歌う』（あめのみどうすじ アン・ルイス ベンチャーズ・ヒットをうたう）は、1972年2月5日に発売されたアン・ルイスの1枚目のアルバム。発売元はビクターレコード。規格品番は、LP: SJX-92。

## 概要
アン・ルイスにとって初めてのアルバムで、アメリカ合衆国出身のインストゥルメンタル・バンド、ザ・ベンチャーズのヒット曲を中心にカバーした作品。青春スターと呼ばれた俳優、内田喜郎とのデュエットナンバーを2曲収録。ベンチャーズ歌謡の決定版ともいえる内容となっている。
2018年3月7日には、発売からおよそ46年の年月を経て初のCD化が紙ジャケット仕様で実現された。品番はVICL-64956。
2020年9月2日には、MEG-CDとしての発売も開始された。品番はVODL-60342。

## 収録曲

### LP
| 全作曲: ザ・ベンチャーズ（特記以外）、全編曲: 川口真。 |                                      |            |                               |      |
| #                                                      | タイトル                             | 作詞       | 作曲・編曲                    | 時間 |
| 1.                                                     | 「雨の御堂筋」                       | 林春生     | ザ・ベンチャーズ （特記以外） | 3:11 |
| 2.                                                     | 「二人の銀座」(デュエット: 内田喜郎) | 永六輔     | ザ・ベンチャーズ （特記以外） | 3:09 |
| 3.                                                     | 「急がば廻れ」(作曲: John Smith)     | 千家和也   | ザ・ベンチャーズ （特記以外） | 2:49 |
| 4.                                                     | 「長崎慕情」                         | 林春生     | ザ・ベンチャーズ （特記以外） | 3:14 |
| 5.                                                     | 「名古屋特急」                       | なかにし礼 | ザ・ベンチャーズ （特記以外） | 2:48 |
| 6.                                                     | 「京都慕情」                         | 林春生     | ザ・ベンチャーズ （特記以外） | 2:36 |
| 合計時間:                                              | 合計時間:                            | 合計時間:  | 17:47                         |      |

| 全作曲: ザ・ベンチャーズ（特記以外）、全編曲: 川口真。 |                                                           |            |                              |      |
| #                                                      | タイトル                                                  | 作詞       | 作曲・編曲                   | 時間 |
| 1.                                                     | 「さすらいのギター」(訳詞: 千家和也 / 作曲：J.A.Schatrow) | P.D.       | ザ・ベンチャーズ（特記以外） | 3:35 |
| 2.                                                     | 「東京ナイト」(デュエット: 内田喜郎)                      | 永六輔     | ザ・ベンチャーズ（特記以外） | 3:06 |
| 3.                                                     | 「京都の恋」                                              | 林春生     | ザ・ベンチャーズ（特記以外） | 2:53 |
| 4.                                                     | 「10番街の殺人」(作曲: Richard Rodgers、Lorenz Hart)      | 千家和也   | ザ・ベンチャーズ（特記以外） | 2:30 |
| 5.                                                     | 「雷電」                                                  | なかにし礼 | ザ・ベンチャーズ（特記以外） | 2:41 |
| 6.                                                     | 「北国の青い空」                                          | 橋本淳     | ザ・ベンチャーズ（特記以外） | 3:19 |

### CD
| 全作曲: ザ・ベンチャーズ（特記以外）、全編曲: 川口真。 |                                                           |            |                              |      |
| #                                                      | タイトル                                                  | 作詞       | 作曲・編曲                   | 時間 |
| 1.                                                     | 「雨の御堂筋」                                            | 林春生     | ザ・ベンチャーズ（特記以外） | 3:11 |
| 2.                                                     | 「二人の銀座」(デュエット: 内田喜郎)                      | 永六輔     | ザ・ベンチャーズ（特記以外） | 3:09 |
| 3.                                                     | 「急がば廻れ」(作曲: John Smith)                          | 千家和也   | ザ・ベンチャーズ（特記以外） | 2:49 |
| 4.                                                     | 「長崎慕情」                                              | 林春生     | ザ・ベンチャーズ（特記以外） | 3:14 |
| 5.                                                     | 「名古屋特急」                                            | なかにし礼 | ザ・ベンチャーズ（特記以外） | 2:48 |
| 6.                                                     | 「京都慕情」                                              | 林春生     | ザ・ベンチャーズ（特記以外） | 2:36 |
| 7.                                                     | 「さすらいのギター」(訳詞: 千家和也 / 作曲：J.A.Schatrow) | P.D.       | ザ・ベンチャーズ（特記以外） | 3:35 |
| 8.                                                     | 「東京ナイト」(デュエット: 内田喜郎)                      | 永六輔     | ザ・ベンチャーズ（特記以外） | 3:06 |
| 9.                                                     | 「京都の恋」                                              | 林春生     | ザ・ベンチャーズ（特記以外） | 2:53 |
| 10.                                                    | 「10番街の殺人」(作曲: Richard Rodgers、Lorenz Hart)      | 千家和也   | ザ・ベンチャーズ（特記以外） | 2:30 |
| 11.                                                    | 「雷電」                                                  | なかにし礼 | ザ・ベンチャーズ（特記以外） | 2:41 |
| 12.                                                    | 「北国の青い空」                                          | 橋本淳     | ザ・ベンチャーズ（特記以外） | 3:19 |
| 合計時間:                                              | 合計時間:                                                 | 合計時間:  | 35:58                        |      |

### 曲解説
「雨の御堂筋」
欧陽菲菲のデビューシングルのカバー。原曲はザ・ベンチャーズのインストゥルメンタル曲「STRANGER IN MIDOOSUJI」。
「二人の銀座」 (デュエット: 内田喜郎)
和泉雅子と山内賢のデュエットナンバーのカバー。原曲はザ・ベンチャーズのインストゥルメンタル曲「GINZA LIGHTS」。
「急がば廻れ」
原曲はアメリカ合衆国のジャズ・ギタリスト、ジョニー・スミスが作曲したインストゥルメンタル曲「WALK, DON'T RUN」。後にザ・ベンチャーズがカバーした。
「長崎慕情」
渚ゆう子のシングルA面曲のカバー。原曲はザ・ベンチャーズのインストゥルメンタル曲「NAGASAKI MEMORIES」。
「名古屋特急」
原曲はザ・ベンチャーズのインストゥルメンタル曲「TIGHT FIT (NAGOYA EXPRESS)」。
「京都慕情」
渚ゆう子のシングルA面曲のカバー。原曲はザ・ベンチャーズのインストゥルメンタル曲「REFLECTIONS IN A PALACE LAKE」。
「さすらいのギター」
小山ルミのシングルA面曲のカバー。原曲はザ・ベンチャーズのインストゥルメンタル曲「MANCHURIAN BEAT」。
「東京ナイト」 (デュエット: 内田喜郎)
和泉雅子と山内賢のデュエットナンバーのカバー。原曲はザ・ベンチャーズのインストゥルメンタル曲「TOKYO NIGHTS」。
「京都の恋」
渚ゆう子のシングルA面曲のカバー。原曲はザ・ベンチャーズのインストゥルメンタル曲「KYOTO DOLL」。
「10番街の殺人」
原曲は1936年のブロードウェイ・ミュージカル『オン・ユア・トウズ』使用曲。後にザ・ベンチャーズがカバーした。
「雷電」
原曲はザ・ベンチャーズのインストゥルメンタル曲「ELECTRIC MONSOON」。
「北国の青い空」
原曲はザ・ベンチャーズのインストゥルメンタル曲「HOKKAIDO SKIES」。

## 参考資料
- アン・ルイス、初期アルバム7作品が紙ジャケ仕様で復刻  –  音楽ナタリー
- アン・ルイス、1972～1977年にリリースした初期アルバム6作を配信開始  – OKMUSiC
- アン・ルイスの初期アルバム7タイトルがCD化！  – 大人のMusicCalendar